# Picasso96
A Picasso96, illetve P96 API egyike az Amigák grafikus kártyákat támogató alrendszereinek. Az eredeti változatát a német Alexander Kneer és Tobias Abt fejlesztették ki az 1990-es évek közepén. A szoftverhez kapcsolódó jogokat a fejlesztők 2017-ben eladták és jogállása jelenleg: kereskedelmi szoftver.

## Elnevezés
A szoftver elnevezése hosszú időn keresztül hivatalosan is "Picasso96" volt, azonban Pablo Picasso örökösei nemtetszésüket fejezték ki a névhasználat miatt, ezért pl. az iComp újabban csak "P96" néven hivatkozik rá.

## Történet

### Freeware kezdetek
Alexander Kneer és Tobias Abt 1994 és 1999 között fejlesztették aktívan a Picasso96-ot. Az első nyilvános kiadás 1996 novemberében jelent meg, majd gyors frissítések követték egymást decemberben és januárban, melyek alapvetően a P96-tal együttműködni képes videókártya meghajtók (driverek) publikálását és kisebb hibajavításokat jelentettek. Ezután masszív hibajavítási fázis kezdődött a felhasználói visszajelzések nyomán. 1997 februárjában (v1.11) készült el a fastlayers.library programkönyvtár első változata, mely az ablakkezelés terén hozott teljesítménynövekedést. A március (v1.15) új kép-a-képben (PIP) funkciót, az április és május az addig problémás AmigaOS 3.0 támogatásban hozott érdemi változást (v1.17). Októberig hibajavítások történtek, majd két új videókártya driver (Retina BLT Z3 és CyberVision64/3D) érkezett (v1.29). A v1.39-es változat a Picasso96Mode beállításkezelő programban hozott újításokat.

### Shareware időszak
Az addig szabad szoftver Picasso96 1998. július 1-től, azaz az 1.40-es verziótól shareware jogi státuszú lett, azaz szabadon terjeszthető, de kereskedelmi célokra díjköteles. 1999 őszéig 1.4x változatok láttak napvilágot, jellemzően bugfixekkel és kisebb funkcióbővítésekkel.
1999. november 23-án az Amiga Update hírlevele tette közzé, hogy november 16-án kiadták az új 2.0-ás P96 verziót számos új fejlesztéssel. A legfontosabb a Draco rendszerek Altais videókártyáinak, illetve általában is az Amiga-chipset nélküli AmigaOS-t futtató rendszerek támogatása volt, ezen túlmenően több teljesítménynövelő fejlesztést is implementáltak, mint például az alaplapi blitter használatát szoftveres sprite-kezelés során, vagy a bitplane-ek fastramban történő allokációjának lehetőségét. Ebbe a munkába kapcsolódott be először hibajelentésekkel, majd kisebb javításokkal Thomas Richter is.
A Cloanto már 1997-től integrálta Amiga Forever nevű szoftveremulációs programcsomagjába a Picasso96 API-t és 2001. októberében bejelentették, hogy licencelték is azt. A Cloanto továbbá sikeresen összekapcsolta az emulációban futó P96 működését a gazda operációs rendszer (Windows) grafikus alrendszerével, a DirectX-szel.
Az AmigaOS 4 fejlesztője, a Hyperion Entertainment szintén 2001 októberében kötött licenc-megállapodást a P96 akkori fejlesztőivel, kifejezetten az API PowerPC portját, illetve több tervezett videókártya-driver kifejlesztését illetően. Így az AmigaOS 4 hivatalos grafikai alrendszere a Picasso96 lett innentől kezdve.

### Kereskedelmi termék
2017. április 12-én az eredeti fejlesztők, azaz Alexander Kneer és Tobias Abt bejelentették, hogy eladták a Picasso96-hoz fűződő szellemi tulajdonukat a két legnagyobb licencelőnek, a Hyperion Entertainment-nek és az Individual Computers-nek. Másnap Jens Schönfeld az iComp részéről bejelentette, hogy az Aminet-en fellelhető legutolsó 2.0-ás változat shareware státusza megmarad és ez a verzió szabadon letölthető marad a továbbiakban is, ugyanakkor megkezdődik a majdani kereskedelmi termék fejlesztése. Thomas Richter az iComp keretében folytatta munkáját úgy a P96 API-n, mint néhány hozzá tartozó segédprogram terén, így például Richter jegyzi az Aminetről szabadon letölthető P96Prefs videókártya beállításokat kezelő programot, mely a 3.4.0 változattól a P96 programcsomag része lett.
Az iComp 2019 folyamán több frissített változatot is kiadott a v2.x szériából, míg 2020 októberében megjelentették a P96 v3.0 változatát, mely főverzió képernyőelhúzást (screen dragging), CyberVision drivereket, Warp3D API kompatibilitást hozott újdonságként. A 3.1.x széria a többmonitoros működést javította, a 3.2.x sorozat főként hibajavításokat és kisebb finomhangolásokat tartalmazott, a 3.3.x sorozat képernyőn belüli képernyőmód változtatás lehetőségét hozta be az azt támogató néhány videókártya esetében. A 2023 augusztusában megjelent 3.4.0 változat a Commodore A2410 videókártya támogatását, illetve az Extra Half Bright képernyőmód emulációját implementálta új képességként, valamint integrálta a P96Prefs segédprogramot, számos hibajavítás mellett. 2025 január elején pedig az iComp kiadta a 3.5.0 verziót, mely több fontos driver-frissítését (3dfx Voodoo Banshee/3/4/5, S3 Trio64 stb) tartalmazza, valamint az Indivision ECS V4 kiegészítő első driverét annak framebuffer módjához.

## Licenc-viták
A tulajdonjogok megváltozása kiélezett néhány licenccel kapcsolatos vitát. Az egyik a Cloanto jogszerű licenc-használatával kapcsolatban merült fel. Az iComp azt állította, hogy a Cloanto szoftverhasználata jogszerűtlen. Erre válaszul Mike Battilana, a Cloanto vezetője közzétette a P96 eredeti fejlesztőivel folytatott idevágó levelezését, illetve a licencért fizetett pénzösszeg (2000 DM) számlamásolatát. Az iComp az ügyet a továbbiakban nem terelte jogi útra, azonban továbbra is azt állítja, hogy a Cloanto licence semmis és hogy azt meg kellett volna újítani.
A másik, máig rendezetlen vita a lengyel ELBOX kapcsán alakult ki. Még 2000-ben az ELBOX fejlesztői megkeresték a P96 eredeti fejlesztőit azzal, hogy szeretnének hozzáférni a videókártya driver fejlesztői eszközkészlethez (development kit), mivel az általuk Mediator néven piacra dobott PCI leánykártyához (busboard) szeretnének videókártya drivereket kifejleszteni (pl. Voodoo 3 videókártyákhoz). A fejlesztők ajánlatára az ELBOX nem reagált, viszont folytatták a driver fejlesztéseiket tisztázatlan források és módszerek (pl. reengineering) felhasználásával. Az ELBOX gyakorlatilag a rivális CyberGraphX grafikus alrendszert választotta, melyet anyagilag is támogatott. Az ELBOX máig úgy hirdeti 2001-2002 folyamán kiadott videókártya drivereit (S3 Virge, 3dfx Voodoo 3/4/5, ATI Radeon), mint amelyek Picasso96 kompatibilisek.

## Főbb licencelők
- Hyperion Entertainment
- Individual Computers (iComp)
- Cloanto